# Cyaxares
Cyaxares, Uvaxstra, hay Kayxosrew (trị vì: 625 – 585 TCN) là con trai của vua Phraortes xứ Media, và là một vị Hoàng đế vĩ đại, ông có công đưa Đế quốc Media trở nên hùng mạnh trong lịch sử Iran. Ông là cháu nội của vua Deioces - vị vua sáng lập ra Vương quốc Media.
Vua của người Scythia là Madius tiến hành chinh phạt xứ Media. Sau này, Hoàng đế Cyaxares trung hưng quốc gia, đánh tan tác được người Scythia do vua Madius thống lĩnh. Ông trở thành vị vua thứ ba, đồng thời là vị vua nổi tiếng nhất của Vương triều Media. Với chiến thắng của ông trước người Scythia, người ta đặt cho ông Vương hiệu Ahashrevosh.
Dưới triều đại của ông, Đế quốc Media đạt đến tột đỉnh huy hoàng. Ông cải tổ và đổi mới Quân đội Media, sau đó liên minh với Hoàng đế Nabopolassar của Babylon. Vì vậy, con gái của Hoàng đế Cyaxares là Amytis đã cưới con trai của Hoàng đế Babylon là Nebuchadrezzar II, vị hoàng đế đã cho xây dựng Vườn treo Babylon như một món quà để làm khuây khỏa nỗi nhớ quê nhà có nhiều núi non hùng vĩ của bà vợ người Media.
Liên minh này lật đổ đế quốc Assyria và tàn phá kinh đô Assyria là Nineveh năm 612 TCN.Sau chiến thắng này, Medes chinh phục miền Bắc Lưỡng Hà, Armenia và phần đất Tiểu Á nằm ở phía đông của sông Halys,mà đã thành biên giới giữa Lydia và Medes sau trận Halys kết thúc với hiện tượng nhật thực ngày 28 tháng 5,năm 585 TCN.
Cuộc chiến giữa Lydia và Medes đã được ghi lại bởi Herodotus: